# Camp d'Altabix
El Camp d'Altabix va ser un estadi de futbol situat a la ciutat valenciana d'Elx (Baix Vinalopó), al barri d'Altabix. Inaugurat el 1926, va ser utilitzat com a estadi local de l'Elx CF fins al seu abandonament el 1976, amb la construcció de l'Estadi Martínez Valero. La seua capacitat varia segons les fonts, entre 16.000 i 22.000 espectadors.

## Història
Es va inaugurar el 17 d'octubre de 1926 amb un partit amistós entre l'Elx CF i el Llevant Unió Esportiva que va acabar amb empat a 2 gols. Anteriorment, l'Elx CF disposà d'altres estadis, com el Camp del Clot, el Camp del Cementeri i l'Stadium d'Elx (Camp de Don Jeremies). Inicialment Altabix no era propietat de l'Elx CF, i aquest va pagar el lloguer durant molts anys fins que el va comprar en propietat.
En Altabix, l'Elx CF va ascendir en dos anys de Tercera Divisió a Primera, i per aquest motiu es van haver de construir unes noves graderies que es vengueren als socis, amb la qual cosa el camp d'Altabix va doblar el seu valor i l'estadi va passar a ser de propietat compartida entre l'Ajuntament d'Elx i el club de futbol, amb el 50% cadascun. Finalment, la directiva de l'Elx, encapçalada per Manuel Martínez Valero, va adquirir el total del valor de l'estadi.
Va ser l'estadi oficial de l'Elx CF fins a la inauguració, el 8 de setembre de 1976, del Nou Estadi de l'Elx Club de Futbol (actualment denominat Estadi Martínez Valero). Posteriorment, el 14 de setembre de 1981 van començar les obres d'enderrocament de l'Estadi d'Altabix, i en el seu lloc es van construir diversos blocs de pisos.